# العلاقات الألمانية الجزائرية
العلاقات الألمانية الجزائرية هي العلاقات الثنائية التي تجمع بين ألمانيا والجزائر.

## مقارنة بين البلدين
هذه مقارنة عامة ومرجعية للدولتين:
| وجه المقارنة                                              | ألمانيا                                                                              | الجزائر                      |
| --------------------------------------------------------- | ------------------------------------------------------------------------------------ | ---------------------------- |
| المساحة (كم2)                                             | 357.41 ألف                                                                           | 2.38 مليون                   |
| عدد السكان (نسمة)                                         | 81.29 مليون                                                                          | 38.81 مليون                  |
| الكثافة السكانية (ن./كم²)                                 | 227.44                                                                               | 16.31                        |
| العاصمة                                                   | بون، برلين                                                                           | الجزائر                      |
| اللغة الرسمية                                             | اللغة الألمانية                                                                      | اللغة العربية، لغات أمازيغية |
| العملة                                                    | يورو، مارك ألماني                                                                    | دينار جزائري                 |
| الناتج المحلي الإجمالي (بليون دولار)                      | 3.68 تريليون                                                                         | 170.37 مليار                 |
| الناتج المحلي الإجمالي (تعادل القوة الشرائية) بليون دولار | 3.92 تريليون                                                                         | 582.63 مليار                 |
| الناتج المحلي الإجمالي الاسمي للفرد دولار أمريكي          | 41.31 ألف                                                                            | 4.21 ألف                     |
| الناتج المحلي الإجمالي للفرد دولار أمريكي                 | 46.40 ألف                                                                            | 14.19 ألف                    |
| مؤشر التنمية البشرية                                      | 0.926                                                                                | 0.745                        |
| رمز المكالمات الدولي                                      | +49                                                                                  | +213                         |
| رمز الإنترنت                                              | .de                                                                                  | .dz                          |
| المنطقة الزمنية                                           | توقيت وسط أوروبا، ت ع م+01:00، ت ع م+02:00، توقيت أوروبا الوسطى المعياري (ت غ م +1) ‏ | ت ع م+01:00                  |

## منظمات دولية مشتركة
يشترك البلدان في عضوية مجموعة من المنظمات الدولية، منها:
| علم المنظمة | اسم المنظمة                               | تاريخ انضمام ألمانيا | تاريخ انضمام الجزائر |
| ----------- | ----------------------------------------- | -------------------- | -------------------- |
|             | مؤسسة التمويل الدولية                     | 20 يوليو 1956        | 23 سبتمبر 1990       |
|             | منظمة حظر الأسلحة الكيميائية              | 29 أبريل 1997        | ?                    |
|             | يونسكو                                    | 11 يوليو 1951        | 15 أكتوبر 1962       |
|             | البنك الإفريقي للتنمية                    | ?                    | ?                    |
|             | الاتحاد الدولي للاتصالات                  | 1866                 | 3 مايو 1963          |
|             | الأمم المتحدة                             | 18 سبتمبر 1973       | 8 أكتوبر 1962        |
|             | المنظمة الهيدروغرافية الدولية             | ?                    | ?                    |
|             | منظمة الشرطة الجنائية الدولية             | ?                    | ?                    |
|             | البنك الدولي للإنشاء والتعمير             | 14 أغسطس 1952        | 26 سبتمبر 1963       |
|             | الاتحاد البريدي العالمي                   | 1 يوليو 1875         | ?                    |
|             | مؤسسة التنمية الدولية                     | 24 سبتمبر 1960       | 26 سبتمبر 1963       |
|             | منظمة التجارة العالمية                    | ?                    | ?                    |
|             | الفريق المعني برصد الأرض                  | ?                    | 2005                 |
|             | المركز الدولي لتسوية المنازعات الاستشارية | 18 مايو 1969         | 22 مارس 1996         |
|             | وكالة ضمان الاستثمار متعدد الأطراف        | 12 أبريل 1988        | 4 يونيو 1996         |

## أعلام
هذه قائمة لبعض الشخصيات التي تربطها علاقات بالبلدين:
- إيزابيل إيبرهارت (17 فبراير 1877[34][35] – 21 أكتوبر 1904[34][35][36])
- دانيال بروكنر (لاعب كرة قدم ألماني، 14 فبراير 1981[37] – )
- زايدة بن يوسف (مصورة أمريكية، 21 نوفمبر 1869[38] – 27 سبتمبر 1933[38])
- صافي بوتلة (موسيقي جزائري، 6 يناير 1950[39] – )
- كريم بن يمينة (لاعب كرة قدم، 18 ديسمبر 1981[40] – )
- نسيم بنواس (لاعب كرة قدم ألماني، 8 سبتمبر 1986 – )

## وصلات خارجية
- موقع وزارة الخارجية الألمانية
- موقع وزارة الخارجية الجزائرية